# Ischnotoma penai
Ischnotoma penai är en tvåvingeart som först beskrevs av Alexander 1952.  Ischnotoma penai ingår i släktet Ischnotoma och familjen storharkrankar. Inga underarter finns listade i Catalogue of Life.